# Dziewanna drobnokwiatowa
Dziewanna drobnokwiatowa (Verbascum thapsus L.) – gatunek rośliny zielnej należący do rodziny trędownikowatych. Występuje w Eurazji, poza tym jako zawleczony i inwazyjny na innych kontynentach. Wykorzystywany jest jako roślina lecznicza.

## Zasięg występowania
Zasięg naturalny obejmuje Europę, północną Afrykę i Azję, od Azorów i Wysp Kanaryjskich na zachodzie po Chiny na wschodzie, od Wysp Brytyjskich, Skandynawii i Syberii na północy, po Himalaje na południu. W północnej Europie występuje na stanowiskach do wysokości 1850 m n.p.m., w Chinach dziewanna ta notowana była na wysokościach sięgających 3200 m n.p.m. Gatunek ten został zawleczony i jako chwast obecny jest na wielu obszarach o klimacie umiarkowanym, np. w Australii, Nowej Zelandii, Japonii, Ameryce Północnej, Chile, Argentynie, także w tropikalnej Azji oraz na Haiti, Hawajach i wyspie Reunion.
Do Stanów Zjednoczonych sprowadzony został na samym początku XVIII wieku jako roślina lecznicza oraz ze względu na właściwości trujące dla ryb. W 1818 roku gatunek ten był już tak rozpowszechniony, że Amos Eaton był przekonany, że jest to gatunek rodzimy. Obecnie dziewanna drobnokwiatowa spotykana jest we wszystkich stanach.
W Polsce gatunek ekspansywny, częsty na niżu i w górach, aż po regiel dolny, rzadziej rośnie tylko na Mazowszu i Podlasiu.

## Morfologia

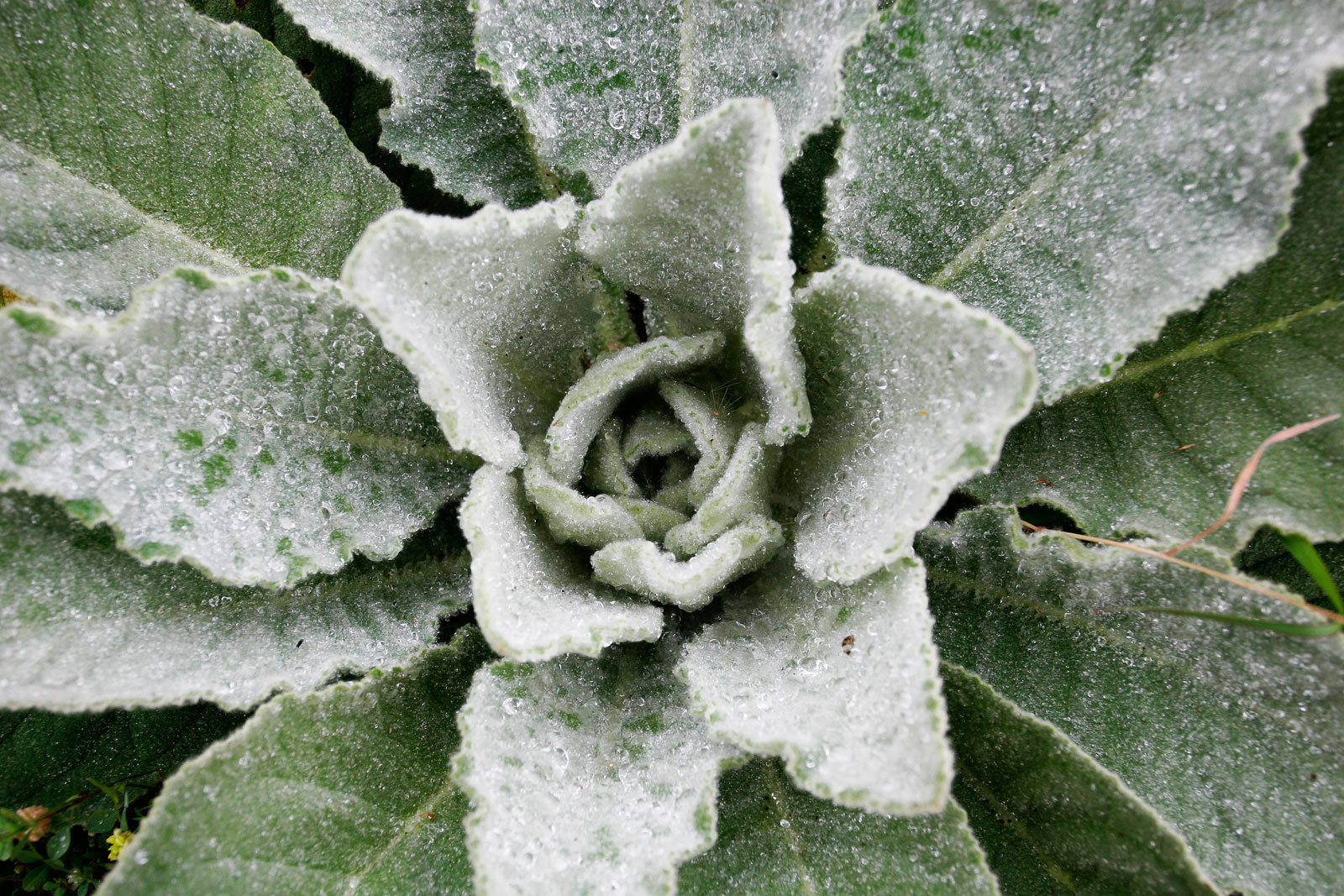
Liście jednorocznej rozety

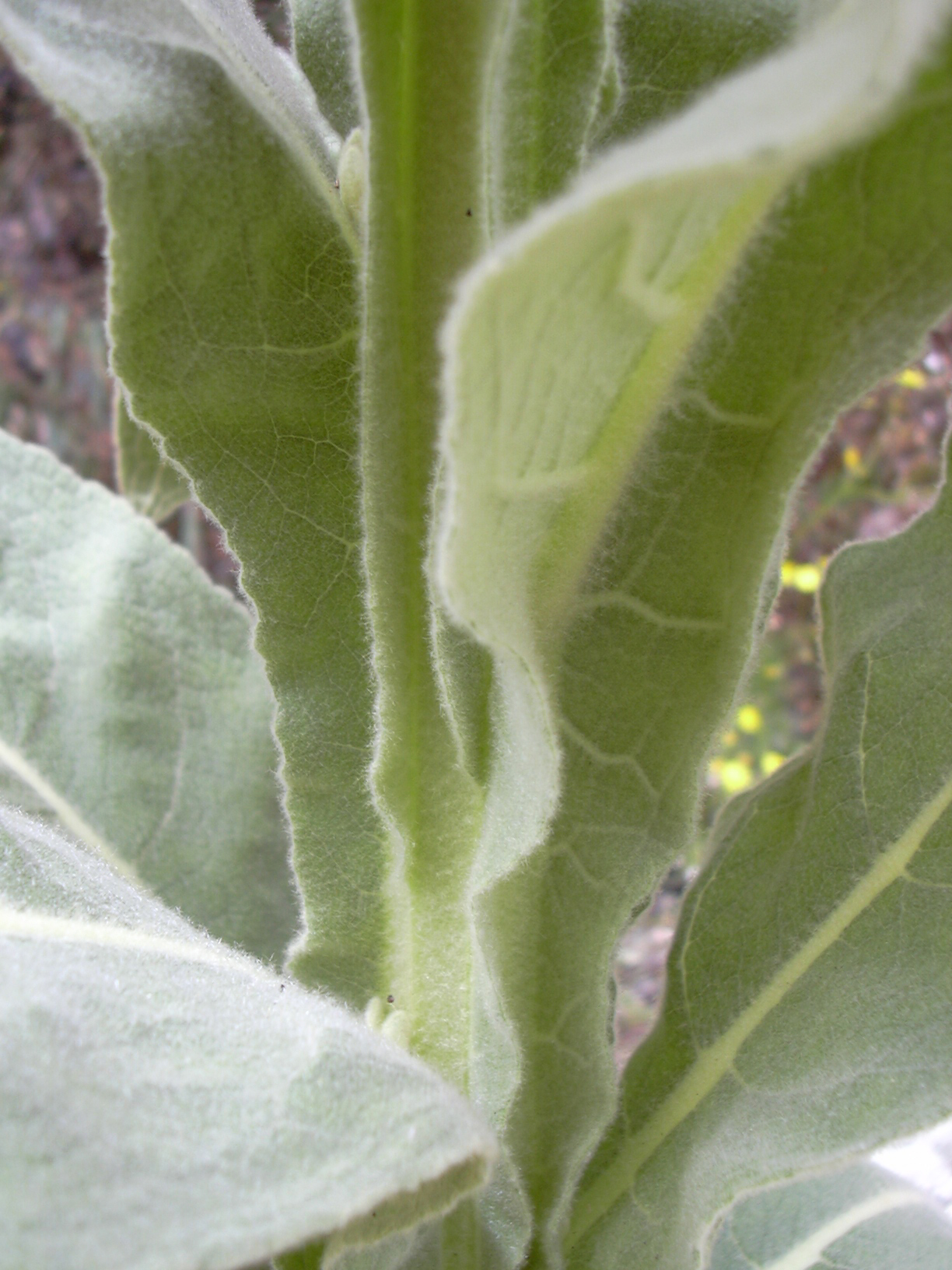
Oskrzydlona łodyga

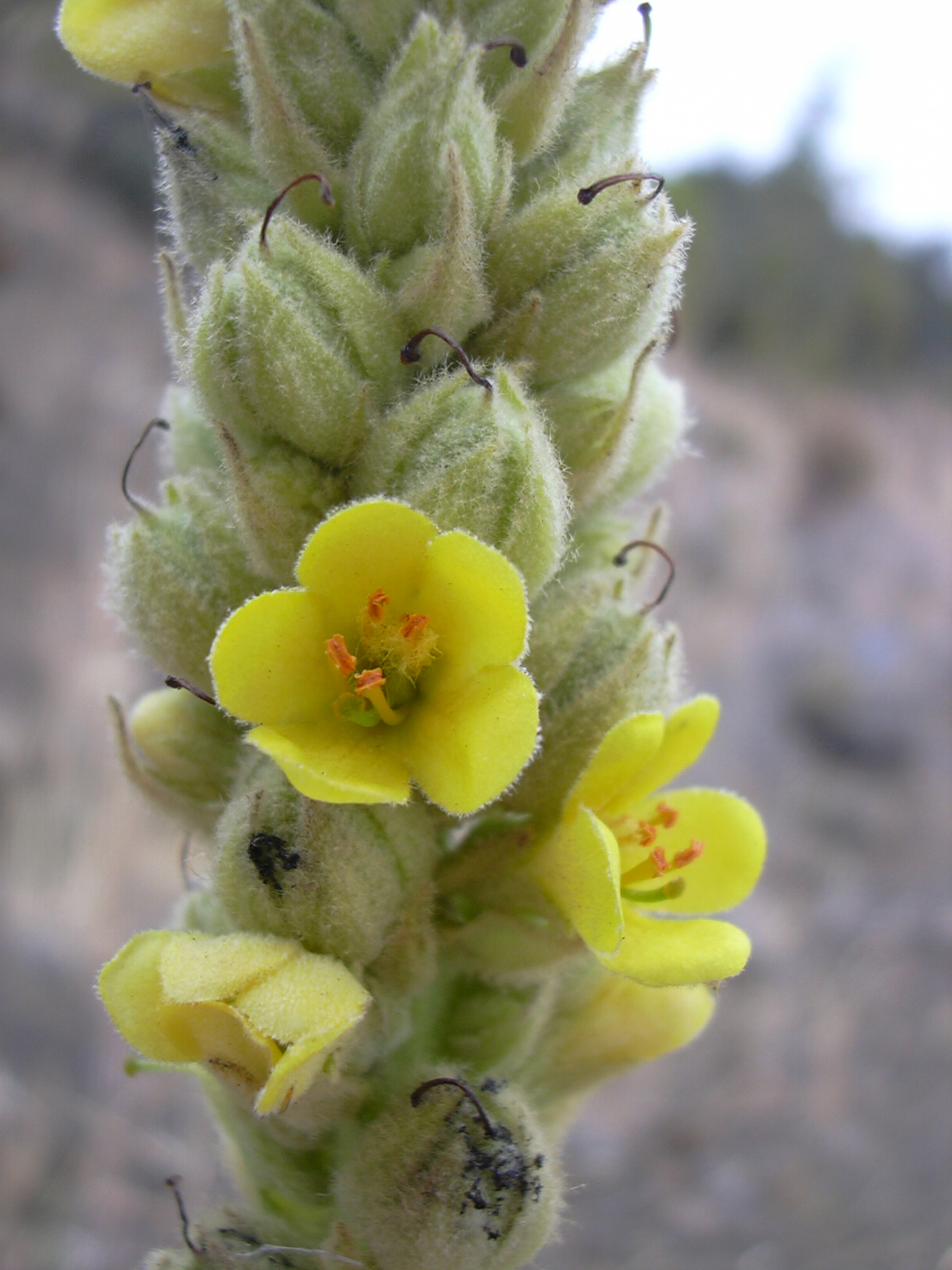
Fragment kwiatostanu

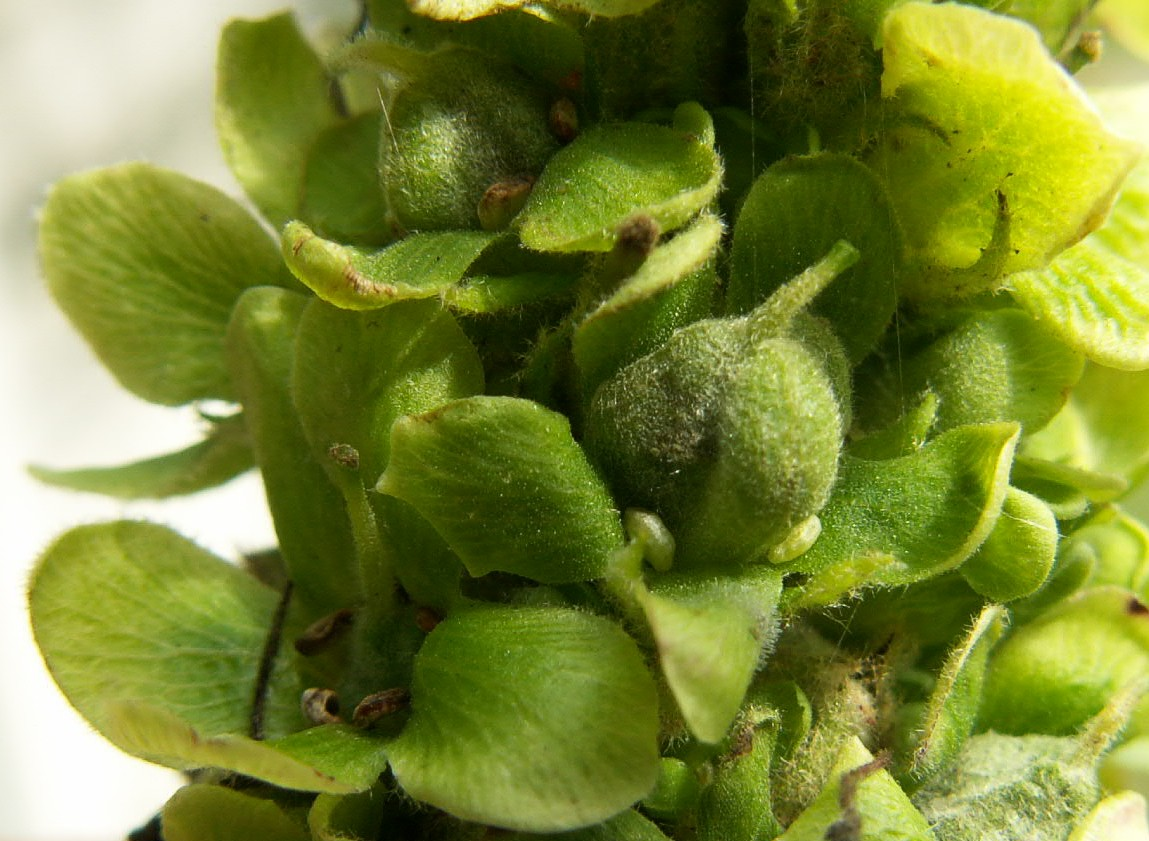
Owoce

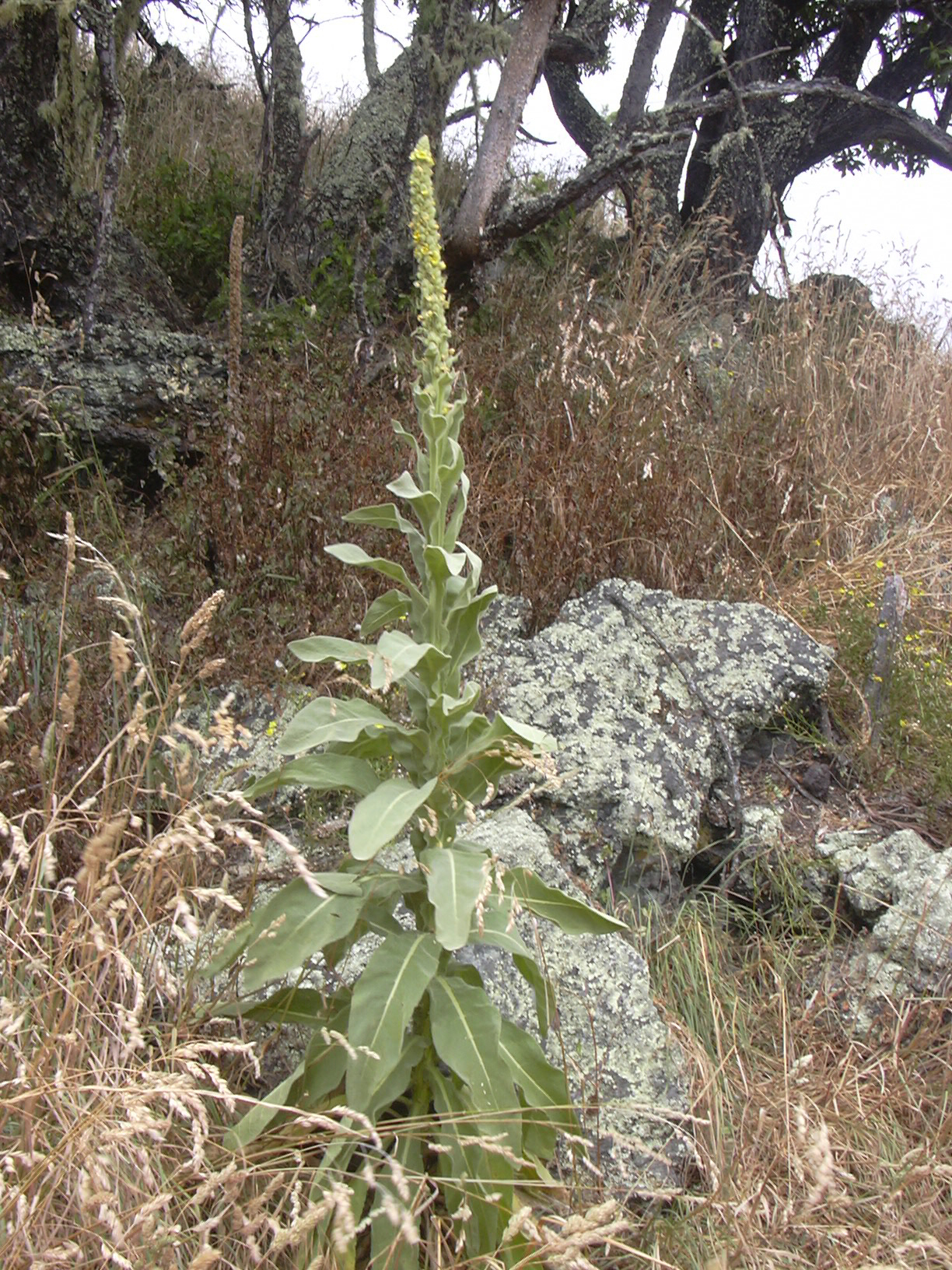
Kwitnąca roślina, w tle martwy okaz z poprzedniego roku

PokrójW pierwszym roku wykształca przyziemną rozetę okazałych liści osiągających do 0,5 m długości. W drugim roku wyrasta prosty, wzniesiony pęd osiągający 1–2 m wysokości. W dolnej części gęsto ulistniony, w górnej zwieńczony długim kwiatostanem. Wszystkie organy wegetatywne rośliny oraz kielichy kwiatów i owoce pokryte są gęstymi, gwiazdkowatymi włoskami.
ŁodygaW pierwszym roku skrócona, w drugim wyrasta jako prosto wzniesiona i zwykle nierozgałęziona na wysokość od 0,5 (0,3) m do ponad 2 m. Rzadko podawana jest wysokość nawet 3,5 m. Łodyga osiąga 2–2,5 cm średnicy i bardzo rzadko rozgałęzia się (zwykle w obrębie lub tuż pod kwiatostanem), zazwyczaj po uszkodzeniu wierzchołka. Łodyga z czasem drewnieje, a po kwitnieniu i owocowaniu zamiera i ciemnieje. Zwykle stoi martwa do wiosny lub lata następnego roku.
KorzeńPalowy system korzeniowy, według jednych źródeł płytki i dlatego roślina ma być łatwa do wyrywania ręcznie (prosta metoda zwalczania na obszarach, gdzie jest gatunkiem inwazyjnym), według innych głęboki.
LiściePodłużnie eliptyczne, zaostrzone (górne lancetowate), słabo, niewyraźnie karbowane, grube i kutnerowato, srebrzyście owłosione. Na skróconym pędzie jednorocznym są okazałe (do 50 cm długości i 14 cm szerokości). Na pędzie drugorocznym liście są ułożone skrętolegle, długo zbiegają wzdłuż międzywęźli i oskrzydlają łodygę. Znacznie różnią się w zależności od wysokości osadzenia na pędzie – najniższe liście są okazałe i krótkoogonkowe, wyższe są coraz mniejsze wraz z wysokością i mają siedzącą, mniej wyraźnie zbiegającą nasadę.
KwiatyKwiaty zebrane w szczytowe, długie, wąskie, zbite grono. Są zebrane w pęczki po 2–5 i niemal siedzące – szypułki osiągają tylko 2 mm długości. Kwiaty są 5-krotne i słabo grzbieciste. Korona lejkowata o średnicy 12–20 mm (do 30 mm u podgatunku crassifolium), z pięciu wolnych, jasnożółtych płatków (ciemniejszych od wewnątrz, u formy candicans – białych), z którymi połączone są pręciki. Kielich z 5 zrośniętych u nasady działek. Pięć pręcików dwusilnych tj. zróżnicowanych na dwa dłuższe i trzy krótsze, przy czym pierwsze są usytuowane niżej, a drugie wyżej w kwiecie osadzonym bocznie na łodydze. Dłuższe są 3–4 razy dłuższe od ich zbiegających po nitce (zrośniętych z nią) pylników (to ważna cecha taksonomiczna, ponieważ podobne gatunki – dziewanna wielkokwiatowa i kutnerowata mają nitki co najwyżej tylko 2 razy dłuższe od pylników), a ich nitki są nagie. Nitki trzech pręcików krótszych są białawo owłosione. Słupek pojedynczy, na szczycie znamię krótkie, nerkowato półkuliste. Zalążnia górna.
Owoce i nasionaTorebka osiąga wielkość do 11 mm długości i otulona jest podobnej długości, trwałymi działkami kielicha. Nasiona bardzo liczne i drobne. Osiągają od 0,6 do 0,8 mm długości i 0,2–0,3 mm szerokości. Mają kształt jajowato-śrubowaty, ku wierzchołkowi rozszerzają się i są na nim spłaszczone. U zwężającej się nasady są z kolei zaokrąglone i tu znajduje się drobny znaczek (hilum). Łupina nasienna z siateczkowatym wzorem, gładka, lśniąca, jasnobrązowa. W torebkach znajduje się ponad 700 nasion, stąd jedna roślina może ich wydać według różnych autorów od 180 000 do 240 000.

## Biologia
Cechy fitochemiczneRoślina zawiera olejek eteryczny o miodowym zapachu, ponadto kumaryny, cukry, gumy, substancje żywiczne, kwasy organiczne, tłuszcze, flawonoidy, saponiny.
RozwójRoślina dwuletnia. Siewki kiełkują jesienią i wiosną. Część podliścieniowa (hipokotyl) ma od 0,5 do 1,5 cm długości. Liścienie osadzone są na ogonkach do 0,5 cm długości, ich blaszka jest jajowata, o nasadzie i wierzchołku zaokrąglonym oraz podobnej długości do szerokości (od 0,2 do 0,6 cm). Liścienie pokryte są krótkimi włoskami gruczołowatymi. Łodyżki nadliścieniowej (epikotylu) brak. Pierwsze liście właściwe są jajowate, krótkoogonkowe, osiągają do 1 cm długości i pokryte są jednokomórkowymi włoskami gruczołowatymi. W pierwszym roku roślina wytwarza przyziemną rozetę liściową, w drugim wyrasta w prosty pęd, zwieńczony w górnej części kwiatostanem z gęsto zbitych, żółtych kwiatów. Jako roślina dwuletnia dziewanna drobnokwiatowa wymaga jarowizacji do wydania kwiatów. Kwitnienie trwa od lipca do września, na obszarach cieplejszych – do października. Kwiaty rozwijają się kolejno – od dołu łodygi ku górze, przy czym każdy kwiat otwiera się tylko na kilka godzin i w jednym momencie otwartych jest tylko kilka kwiatów z okazałego kwiatostanu. Kwiaty są zarówno allogamiczne, jak i autogamiczne. Żeńskie organy generatywne dojrzewają pierwsze (przedsłupność) i w przypadku nie dojścia do zapylenia przez owady w ciągu dnia, są zapylane pyłkiem z pręcików tego samego kwiatu. Mimo że wiele gatunków owadów odwiedza kwiaty dziewanny, tylko niektórzy przedstawiciele pszczołowatych dokonują skutecznego zapylenia. Nasiona, które skiełkują wiosną wyrastają w duże i silne rozety zdolne do przezimowania. Nasiona, które kiełkują jesienią i nie wyrastają w rozety o średnicy większej niż 15 cm – zwykle giną podczas zimy. Po zakwitnieniu i zawiązaniu owoców w drugim roku życia rośliny zwykle giną. W sprzyjających warunkach (długi okres wegetacyjny) rośliny zakwitają już w pierwszym roku, z kolei w północnej części zasięgu zdarza się, że dziewanna potrzebuje trzech sezonów wegetacyjnych do wydania owoców. Zachowują one wyjątkowo długo zdolność kiełkowania, nawet przez sto lat. Nasiona pozostają w glebowym banku nasion i kiełkują zwykle po zniszczeniu istniejącej pokrywy roślinnej i odsłonięciu gleby (np. po ingerencji człowieka lub pożarze). Dziewanna drobnokwiatowa rzadko pojawia się na nowych stanowiskach bez ingerencji człowieka, ponieważ nasiona nie rozprzestrzeniają się daleko. Konieczne w tym celu jest przemieszczenie (przez wiatr lub zwierzęta) pędu z dojrzałymi owocami. W wyniku opadu nasion aż 75% spośród nich spada w odległości do 1 m od rośliny rodzicielskiej, 93% w odległości do 5 m.
GenetykaLiczba chromosomów 2n wynosi 36.

## Systematyka i nomenklatura

### Nazwa naukowa
Dziewanna drobnokwiatowa została naukowo opisana i nazwana po raz pierwszy zgodnie z zasadami nomenklatury botanicznej przez Karola Linneusza w 1753 roku w dziele Species Plantarum. Epitet oznaczający w nazwie gatunek (drugi człon nazwy naukowej), czyli słowo thapsus był używany (w formie θάψος „thapsos”) przez starożytnych Greków (Teofrasta, Nikandera) w odniesieniu do rośliny o żółtych kwiatach lub barwiącej na żółto z okolic greckiej kolonii Tapsos w pobliżu współczesnych Syrakuz na Sycylii. Nazwa ta bywa też wywodzona od starożytnego miasta fenickiego Tapsos w dzisiejszej Tunezji.

### Nazwy zwyczajowe
Nazwy ludowe: gorzykrot, knotnica, dziwizna, szabla, królewska świeca.

### Taksonomia
Dziewanna drobnokwiatowa zaliczana jest w obrębie rodzaju Verbascum do sekcji (sect.) Bothrosperma podsekcji (subsect.) Fasciculata. O ile czas zakwitania i rozmiary rośliny zależne są od warunków środowiska, o tyle zmienność pozostałych cech ma podłoże genetyczne. Rośliny rosnące w Europie wykazują znaczną zmienność fenotypową, co spowodowało powstanie wielu synonimów. Populacje zawleczone na inne kontynenty wykazują znacznie mniejszą zmienność.
Linneusz nie wskazał okazu typowego (holotypu) ponieważ nie ustalono w jego czasach takiej konieczności. Okaz taki, w takiej sytuacji nazywany lektotypem, został wybrany z zielnika Linneusza, gdzie był oznaczony numerem 242.1 (jedyny zresztą okaz tego gatunku w herbarium). Wcześniej Verbascum thapus wybrany został jako typowy dla rodzaju Verbascum.
Okaz typowy gatunku (lektotyp): (LINN-242.1). Określony przez L. H. Cramera, w publikacji Dassanayake & Fosberg, A Revised Handbook to the Flora of Ceylon 3: 389 (1981).

#### Podgatunki
Wyróżnia się trzy podgatunki:
- V. thapsus subsp. thapsus – podgatunek typowy – szeroko rozpowszechniony, występuje w całym zasięgu gatunku,
- V. thapsus subsp. crassifolium (Lam.) Murb. – obszar śródziemnomorski i tereny o wysokości do 2000 m n.p.m. w południowo-zachodniej Austrii[34] (syn. subsp. montanum (Scrad.) Bonnier & Layens),
- V. thapsus subsp. giganteum (Willk.) Nyman – endemiczny takson z Hiszpanii.

U podgatunków (z wyjątkiem typowego) także niższe pręciki są owłosione (mają rozproszone, długie, proste i miękkie włoski). U podgatunku crassifolium, owłosienie jest mniej gęste i często nieobecne w ogóle na górnej stronie pylników, dolne liście są słabo zbiegające i mają wyraźne ogonki. U podgatunku giganteum, włoski tworzą gęsty i biały kutner, a dolne liście są wyraźnie zbiegające. Subsp. crassifolium różni się od typu także lekko większymi kwiatami, które osiągają 15–30 mm średnicy (u typu 12–20 mm). Oba podgatunki były opisane jako nieuznawane obecnie taksony w randze gatunku. Inne podgatunki, które były opisywane – nie zyskały akceptacji taksonomów (np. subsp. martinezii (Valdés) A.Galán & J.A.V.Orellana (syn.: V. giganteum subsp. martinezii Valdés), subsp. litigiosum (syn.=V. litigiosum Samp.) oraz subsp. langei).

#### Mieszańce
Dziewanna drobnokwiatowa jest gatunkiem rodzicielskim dla kilku taksonów mieszańcowych (patrz tabela poniżej). Najbardziej rozpowszechnionym mieszańcem jest V. × semialbum Chaub. (× V. nigrum). Wszystkie podane niżej mieszańce występują w Eurazji. Trzy z nich (V. × kerneri, V. × pterocaulon, V. × thapsi) stwierdzone zostały także w Ameryce Północnej.
| Nazwa mieszańca            | Drugi takson rodzicielski | Uwagi                                                       |
| -------------------------- | ------------------------- | ----------------------------------------------------------- |
| V. × duernsteinense Teyber | V. speciosum              |                                                             |
| V. × godronii Boreau       | V. pulverulentum          |                                                             |
| V. × kerneri Fritsch       | V. phlomoides             |                                                             |
| V. × lemaitrei Boreau      | V. virgatum               |                                                             |
| V. × pterocaulon Franch.   | V. blattaria              |                                                             |
| V. × thapsi L.             | V. lychnitis              | syn. V. × spurium W.D.J.Koch, prawdopodobnie nomen ambiguum |
| V. × semialbum Chaub.      | V. nigrum                 |                                                             |
| brak                       | V. pyramidatum            |                                                             |

## Ekologia
Pojawia się w miejscach, gdzie gleba została odsłonięta lub przemieszczona i dlatego jest to częsty gatunek na nasypach, terenach ruderalnych, przydrożach. Występuje poza tym na suchych wzgórzach, na zrębach leśnych, skałach, najczęściej na podłożu piaszczystym, żwirowym i glebach wapiennych. Nie toleruje zacienienia. Nie lubi też konkurencji innych roślin – tempo wzrostu rozety liści w pierwszym roku jest 4–7 razy większe na zupełnie nagiej ziemi w porównaniu do miejsc z istniejącą pokrywą roślinną. Zdolność występowania w rozmaitych warunkach siedliskowych wynika bardziej ze znacznej zmienności fenotypowej niż ze zdolności adaptacyjnej.
W fitosocjologii jest to gatunek wyróżniający dla ciepłolubnych zbiorowisk wysokich bylin odpornych na suszę z rzędu Onopordetalia acanthii.
Nasiona dziewanny są zbyt małe by mogły stanowić pożywienie dla ptaków. Zaobserwowano, że liśćmi żywią się gęsi hawajskie. Znacznie większe znaczenie dziewanny posiadają dla owadów. Pszczoły z rodziny miesierkowatych (Megachilidae), zwłaszcza gatunki z rodzaju Anthidium używają włosków dziewanny do budowy swoich gniazd. Dziewanna drobnokwiatowa stanowi miejsce występowania, żerowania i rozmnażania dla owadów z 29 rodzin. Stwierdzono występowanie na niej m.in. wielu szkodników upraw (wciornastki, zmieniki Lygus z rodziny tasznikowatych, przędziorkowate). Rośliny dziewanny mogą stanowić miejsce zimowania tych szkodników. Mogą być też rezerwuarem chorób wirusowych i grzybowych, takich jak: wirus mozaiki ogórka (CMV), mączniak (Erysiphum cichoraceum).
Na dziewannie drobnokwiatowej występuje kilka gatunków owadów przywiązanych do roślin z rodzaju dziewanna, w tym wyłącznie do opisywanego gatunku. Należy tu m.in. wciornastek Haplothrips verbasci, Gymnaetron tetrum oraz ćma Cucullia verbasci z rodziny sówkowatych. Z bezkręgowców pożytecznych z dziewanną związane są m.in. drapieżne roztocze z rodzajów Galendromus, Typhlodromus i Amblyseius. Liczne gatunki motyli w stadium larwalnym żerują na dziewannie, m.in. Papaipema nebris i Strymon melinus.
Dziewanna omijana jest na pastwiskach przez bydło domowe, ponieważ włoski, którymi jest pokryta, drażnią błony śluzowe. Jej kwiaty są jednak chętnie odwiedzane przez pszczoły.

## Zastosowanie

### Roślina lecznicza
Surowiec zielarskiKwiat dziewanny (Flos Verbasci) syn. korona dziewanny (Corolla Verbasci) i ziele dziewanny (Herba Verbasci). Równocennego surowca dostarczają trzy gatunki: dziewanna drobnokwiatowa, wielkokwiatowa oraz kutnerowata. Kwiaty barwy od jasnożółtej do brunatnej i średnicy od 20 do 30mm. Istotnymi składnikami występującymi w kwiatach są śluzy (do 3%), ponadto saponiny m.in. werbaskosaponina, irydoidy: aukubina, flawonoidy, barwniki karotenowe: β–karoten, β–krocetyna i ksantofile, ślady olejku lotnego i kwasu jabłkowego oraz do 6% soli mineralnych. Spośród składników obojętnych zwraca uwagę znaczna zawartość sacharozy i innych cukrów (do 20%).
Działanie lecznicze
Już Dioskurydes dwa tysiące lat temu rekomendował dziewannę drobnokwiatową do leczenia chorób płuc i nadal roślina stosowana jest do leczenia górnych dróg oddechowych.
Hieronim Spiczyński, zielarz z XVI wieku zalecał m.in. destylat wodny z ziela dziewanny drobnokwiatowej na wydelikatnienie twarzy.
Zmiażdżone kwiaty i liście są stosowane jako okłady na krwawe wybroczyny i obrzęki oraz stłuczenia. Ze świeżych płatków kwiatowych i 40° wódki czystej sporządza się balsam gojący rany. Składniki należy połączyć ze sobą w równych wagowo proporcjach, następnie przez kilkanaście dni macerować. Po tym czasie jest on gotowy do użytku.
Olejek z płatków dziewanny łagodzi, a nawet uśmierza nerwobóle, bóle w stawach i mięśniach. Aby go sporządzić należy trzema częściami oliwy z oliwek zalać dwie części świeżych płatków (w stosunku wagowym). Następnie przez około 2 tygodnie w ciepłym miejscu trwa maceracja. Gotowy olejek w miarę potrzeby należy wcierać w bolące miejsca.
Napar z kwiatów dziewanny działa moczopędnie, przeciwbólowo i słabo uspokajająco. Stosowany przy przeziębieniu, grypie, anginie, nieżycie nosa, stanach zapalnych jamy ustnej i gardła, ma działanie wykrztuśne, powlekające i napotne. Napar zalecany jest także w czerwonce, biegunce, nieżycie żołądka, żółtaczce oraz chorobach wątroby. Stosuje się go również (także nalewkę m.in. z liści dziewanny drobnokwiatowej) przy leczeniu stanów zapalnych górnych dróg oddechowych, nieżycie oskrzeli, astmie, kaszlu i chrypce. Dziewanna drobnokwiatowa należy do najpopularniejszych ziół o działaniu wykrztuśnym. Jest oficjalnie uznanym skutecznym środkiem na zapalenie oskrzeli, zmniejszając m.in. objawy powiększonych węzłów chłonnych. Napar z liści dziewanny pomocny jest przy leczeniu mastopatii. Liście wchodzą też w skład naparu stosowanego w leczeniu guzów macicy, obrzęku jąder. Stosowane są także w lekach homeopatycznych przeciw migrenie i bólom uszu.
Stwierdzono działanie surowca przeciw wirusom grypy A2 i B. W 2002 r. odkryto, że ten gatunek dziewanny zawiera także glicyryzynę, która ma działanie antyseptyczne (bakteriobójcze) i potencjalnie także przeciwnowotworowe. Występowanie tego składnika koncentruje się w kwiatach dziewanny.
DawkowanieNapar z kwiatów dziewanny przygotowuje się, zalewając 1 łyżkę surowca szklanką ciepłej wody i ogrzewając do wrzenia (nie gotować). Następnie napar należy odstawić na 15 minut i przecedzić. Pić 2-3 razy dziennie po ½ szklanki ciepłego naparu po jedzeniu.
Zbiór i suszenieDo celów leczniczych zbiera się ze stanu naturalnego, rzadziej z upraw, w drugim roku wegetacji rośliny korony kwiatowe z przyrośniętymi do niej pręcikami, gdy kwiaty są już całkowicie rozwinięte. Do zbioru przystępuje się, gdy korony obeschły z porannej rosy, ponieważ wilgotne brunatnieją w czasie suszenia. Podobnie tracą złocistożółtą barwę kwiaty zgniecione przy zbiorze lub w czasie transportu. Suszyć należy szybko, najlepiej w suszarni w temp. 35 °C, rozłożone pojedynczą warstwą. Po wysuszeniu kwiaty dziewanny pakuje się do szczelnych naczyń szklanych lub metalowych, silnie ugniatając; najlepiej sprasować je w cegiełki i zawinąć w celofan. Przechowywać należy w miejscach suchych i zaciemnionych ponieważ szybko ulegają zbrunatnieniu w wilgotnych warunkach.

### Inne zastosowania
- Jak wiele innych roślin w starożytności dziewanna drobnokwiatowa miała znaczenie magiczne, o czym pisał m.in. Pliniusz Starszy w dziele Naturalis Historia (Historia naturalna). Chociaż mocno niejasny jest tego powód – dziewanna miała chronić przed urokami i złymi duchami[48]. To właśnie to ziele miało chronić Odyseusza przed czarami złej Kirke[29].
- Ze względu na obecność w nasionach niektórych składników powodujących zaburzenia oddychania u ryb (saponiny, glikozydy, kumaryny, rotenon(inne języki)), były one używane jako środek toksyczny i zwalczający ryby[11].
- Rzymianie chronili figi przed zepsuciem zawijając je w liście dziewanny[29].
- Napar z kwiatów stosowany był według jednych autorów do rozjaśniania włosów[48], według innych do nadawania im połysku[29].
- Kwiaty służą także do aromatyzowania likierów, w kremach także do zmiękczania i wygładzania skóry[29].
- Suszone liście stosowano do wytwarzania knotów do świeczek, jako hubki, wkładano do butów (jako materiał izolacyjny) lub dodawane bywały do ziołowych tytoni[29].
- Martwe, suche pędy po zanurzeniu w łoju lub wosku używane były jako pochodnie[48], przy czym płomienie opalizują kolorami tęczy[29]. Roślina w ogóle łatwo się pali.

## Uprawa
Dziewanna drobnokwiatowa uprawiana jest w celach leczniczych. W przeciwieństwie do pozostałych gatunków swego rodzaju, nie jest sadzona jako roślina ozdobna (ze względu na mniej efektowne kwiaty).
WymaganiaStanowisko słoneczne i osłonięte od wiatru, na glebie przepuszczalnej i ubogiej, z dodatkiem skał wapiennych. Nie nadaje się do uprawy w pomieszczeniach.
PielęgnacjaPo siewie wiosennym lub letnim należy młode rośliny przerywać lub rozsadzać co 60 cm.
Zbiór i przechowywaniePłatki korony obrywa się z kwiatów w pełni kwitnienia. Liście natomiast w pierwszym roku życia rośliny. W celu zachowania aromatu, płatki kwiatowe suszy się z dala od innych zapachów.